# Zaburzenia myślenia
Zaburzenia myślenia (zaburzenia myślenia, mowy i porozumiewania się, ang. thought disorders) – pojęcie stosowane w psychiatrii określające grupę zróżnicowanych objawów psychopatologicznych, które wyrażają się zakłóceniami myśli i wypowiedzi w różnych ich aspektach, prowadząc do ich nieadekwatności, bezproduktywności lub niekomunikatywności. Zaburzenia myślenia tradycyjne dzielone są na zaburzenia treści myślenia i zaburzenia formy myślenia, zaś te ostatnie dzielone są na zaburzenia toku myślenia oraz zaburzenia struktury i funkcji myślenia.
Należy podkreślić, że "zaburzenia myślenia" nie są jednostką nozologiczną, ani też grupą jednostek nozologicznych, jak sugerowałoby to użycie terminu "zaburzenie". Zaburzenia myślenia, jako grupa objawów, mogą występować w przebiegu wielu różnych zaburzeń psychicznych, zwłaszcza zaburzeń psychotycznych lub zaburzeń afektywnych.

## Klasyfikacja zaburzeń myślenia

### Zaburzenia treści myślenia
Do zaburzeń treści myślenia należą:
- urojenia,
- myśli natrętne (inaczej obsesje),
- myśli nadwartościowe,
- automatyzmy psychiczne,
- myślenie magiczne.

### Zaburzenia formy myślenia
W piśmiennictwie anglosaskim odpowiednikiem zaburzeń formy myślenia są terminy formal thought disorder, disturbances of form of thinking, rzadziej disturbances of course of thought process. Wśród zaburzeń formy myślenia wyróżnia się dwie obszerne grupy objawów:

#### Zaburzenia toku myślenia
Do zaburzeń toku myślenia należą: 
- natłok myśli (inaczej gonitwa myśli, ang. racing thoughts – znaczne przyspieszenie toku myślenia),
- słowotok (łac. logorrhoea),
- spowolnienie toku myślenia,
- zahamowanie toku myślenia,
- mutyzm,
- otamowania (ang. thought blocking – nagłe, krótkotrwałe, zwykle trwające parę sekund, powtarzające się zahamowania toku myślenia),
- stereotypie,
- perseweracje,
- iteracje,
- werbigeracje,
- rozwlekłość.

#### Zaburzenia struktury i funkcji myślenia
Do zaburzeń struktury i funkcji myślenia należą: 
- rozkojarzenie,
- schizofazja (inaczej sałata słowna),
- niespójność myślenia (ang. incoherence),
- rozluźnienie skojarzeń (ang. loss of association),
- ześlizgiwanie się myślenia (inaczej zbaczanie myślenia, ang. derailment),
- uskokowość myślenia (ang. tangentiality),
- dźwięczenie (ang. clanging lub clang associations),
- myślenie paralogiczne,
- dereizm,
- nieskładność gramatyczna (syntaktyczna),
- rozpraszalność (ang. distractibility),
- zubożenie myślenia (łac. alogia).

Niekiedy do grupy zaburzeń struktury i funkcji myślenia zalicza się także afazję – neurologiczny objaw uszkodzenia mózgu. Należy także zaznaczyć, że zakresy znaczeniowe niektórych z wymienionych terminów (określających poszczególne rodzaje zaburzeń struktury i funkcji myślenia) zachodzą na siebie, a ich zakresy znaczeniowe nie są ściśle określone. Tym niemniej, są one użyteczne, ponieważ w praktyce leczniczej pozwalają na dokładniejsze opisanie obrazu chorobowego zaburzeń psychicznych i ułatwiają przeprowadzenie diagnostyki różnicowej.